# Битва при Банжо
Бои при Банжо (англ. Battle of Banjo), или Бои при Баньо (англ. Battle of Banyo) — бои между британскими и германскими войсками 4-8 ноября 1915 года во время Камерунской кампании Первой Мировой войны. В ходе боёв британские войска осадили германские, укрепившиеся на горе Банжо.

## Предпосылки
Летом 1914, после начала войны между Британией и Германией, британские войска из Нигерии атаковали немецкие форты в Гаруа, располагавшиеся на севере Камеруна. После поражения британцев в Первой битве при Гаруа британские войска начали использовать оборонительную стратегию. Немецкий командир фон Крайльсхайм, после победы в этой битве, решил совершить набег на британские границы, но был откинут в битве при Гурине в апреле 1915 года. Раненные в этой битве германские солдаты были отправлены в форт Банжо капитаном Адольвом Шиппером. Последовал ответ британского генерала Фредерика Хью Канлиффа на рейд фон Крайльсхайма: в начале июня им была выиграна вторая битва при Гаруа, а в конце — битва при Нгаундере. Он прекратил своё наступление на юг, где находилась немецкая база в Яунде, из-за проливных дождей и решил принять участие в осаде Моры.
В октябре, когда погодные условия улучшились, Канлифф продолжил своё продвижение на юг. 22 октября британцы заняли Баменду, 24 − Банжо, 3 ноября — Тибати. Немецкий форт, стоявший на холме неподалёку от Банжо оставался последним немецким оплотом между британцами и Яунде. Он располагался на вершине холма с крутыми склонами. На этих склонах немцы возвели около 300 сангаров, а также выкопали окопы. Вершина холма была подготовлена для выращивания растительных культур. В форте располагалось 23 европейца и около 200 местных аскари под командование Адольфа Шиппера.

## Ход боёв
Утром 4 ноября британская рота под командованием Бауэра-Смайта и при поддержке 3 артиллерийских орудий начала штурм немецких укреплений. Благодаря густому туману британцы застали немцев врасплох, но взять холм не смогли, а Бауэр-Смайт погиб. Этой ночью ещё 5 британских рот предприняли попытку взять форт, но немцы смогли его удержать, во многом, благодаря обстрелу динамитом. У британской артиллерии начали кончаться снаряды, но вскоре прибыло подкрепление. Ночью 5 ноября, во время грозы, британцы смогли добраться до вершины холма. Далее начались ожесточённые бои на ближней дистанции, стоившее обеим сторонам большого количества потерь. Большая часть немецкого гарнизона дезертировала, а остальных сдались 6 ноября. Немецкий командир Адольф Шиппер погиб во время боя вместе с другими 27 солдатами. Британцы потеряли около 50 солдат.

## Последствия
Заняв форт британцы заметили, что это сильная оборонительная позиция, там находилось достаточное количество припасов и боеприпасов, а также свиньи, овцы и 226 голов крупного рогатого скота. Победа британцев при Банжо означала, что сопротивление немцев в Северном Камеруне практически подавлено, а также позволило Канлиффу соединиться с силами Добелла на юго-западе. Британцы смогли начать вторую осаду Яунде, а также некоторые немцы смогли сбежать на территорию нейтральной Испании — в Рио-Муни.